# Tetiana Ostachtchenko
 (août 2023).
Si vous disposez d'ouvrages ou d'articles de référence ou si vous connaissez des sites web de qualité traitant du thème abordé ici, merci de compléter l'article en donnant les références utiles à sa vérifiabilité et en les liant à la section « Notes et références ».
Tetiana Mykolaïvna Ostachtchenko (en ukrainien : Тетяна Миколаївна Остащенко), née en août 1974, est un médecin militaire ukrainien, général de brigade et commandant des forces médicales des Forces armées ukrainiennes depuis 2021. Elle est la première femme de l'histoire de l'Ukraine à commander une branche militaire, ainsi que la première femme à détenir le grade de général de brigade.

## Biographie
Tetiana Ostachtchenko est née à Lviv, à l'ouest de l'Ukraine, en août 1974.
En 1996, elle est diplômée avec mention de l'université nationale de médecine Danylo Halytsky Lviv, une faculté de pharmacie.
En 1998, elle est diplômée de l'Académie de médecine militaire ukrainienne.
En 2020, elle suit des cours de réforme du secteur de la défense et de la sécurité et de leadership stratégique pour la gestion à l'université de Cranfield (Royaume-Uni).

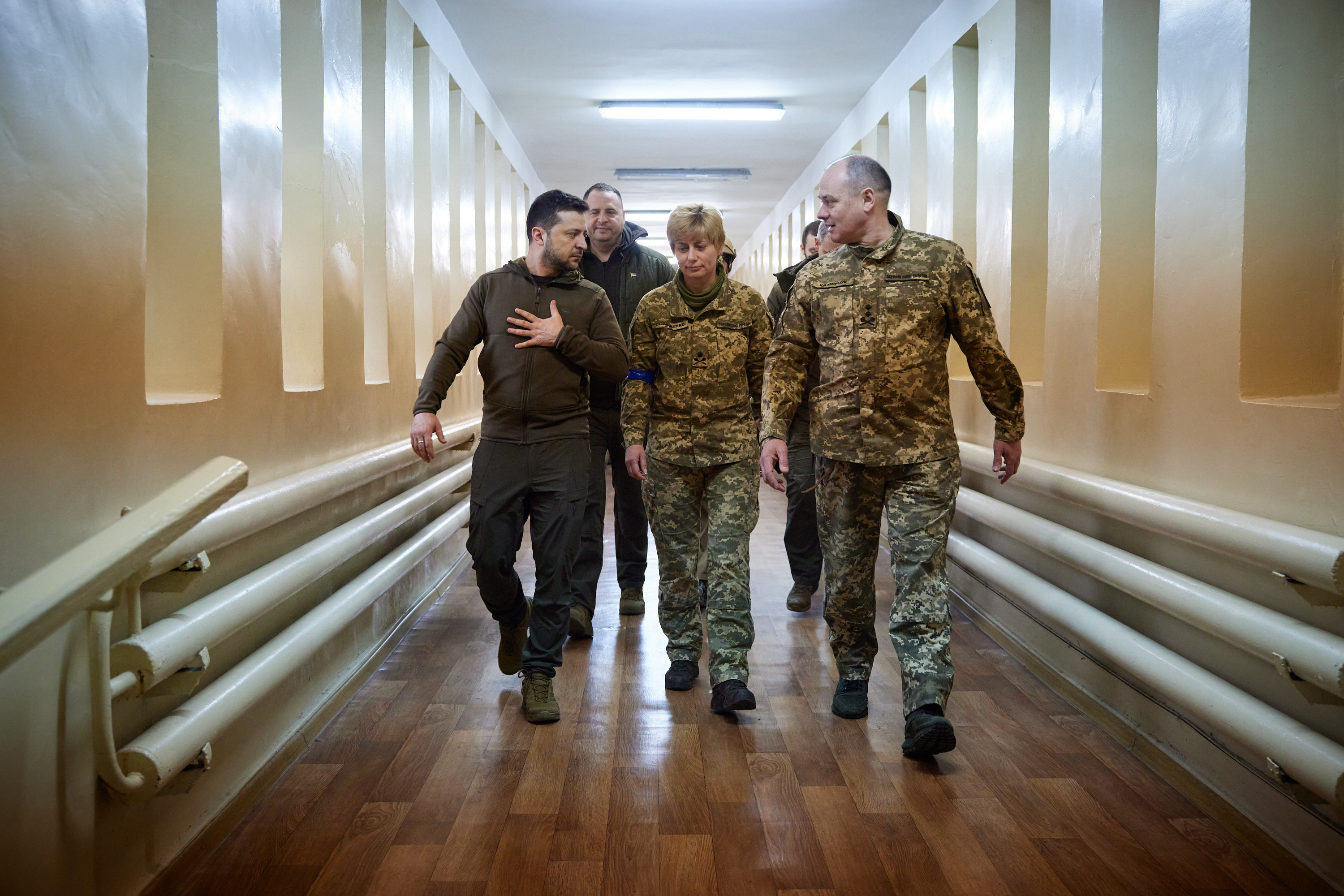
Tetiana Ostachtchenko, avec le président ukrainien Volodymyr Zelenskyy et d'autres responsables et commandants militaires, visitent un hôpital militaire pour rencontrer les défenseurs ukrainiens blessés lors de l'invasion russe en 2022.

Depuis 1998, elle a servi dans l'armée, occupant les postes de : 
- chef d'une pharmacie d'unité militaire ;
- officier du département de médecine militaire du Commandement opérationnel de l'Ouest ;
- chef du département d'approvisionnement médical du commandement médical militaire central des forces armées ukrainiennes ;
- chef d'unité au département de médecine militaire du ministère de la Défense de l'Ukraine et à la direction générale de la coopération militaire et des opérations de maintien de la paix de l'état-major général des forces armées ukrainiennes ;
- chef du département des achats médicaux du département principal de médecine militaire ;
- inspecteur en chef de l'inspection principale du ministère de la Défense de l'Ukraine.

En juillet 2021, elle est nommée commandant des forces médicales des Forces armées ukrainiennes. Tetiana Ostachtchenko devient la première femme de l'histoire de l'Ukraine à commander une branche militaire, ainsi que la première femme à détenir le grade de général de brigade. Elle est révoquée de son poste le 19 novembre 2023, pour être remplacée par Anatoli Kazmirtchouk (uk).